# Robert Charroux
Robert Charroux, eredeti neve: Robert Joseph Grugeau (Payroux, 1909. április 7. – Charroux, 1978. június 24.) francia tudományos-fantasztikus író.

## Élete
A francia posta munkatársa volt. 1942 és 1946 közt nyolc munkát jelentetett meg Saint-Saviol álnéven. Az Atomas című képregény szövegét is ő írta meg, e munka a Mon Journal című magazinban jelent meg az 1940-es évek végén. Ugyanebben a magazonban jelentette meg folytatásos fantasztikus regényét is, ennek címe Prof. Barthelemy's Flying Island.  
A Charroux írói álnevet először 1942-ben használta, 1962 után csak ezen a néven publikált. 1930 áprilisában vette feleségül Yvette Bernuchot-ot, akivel az 1950-es évek végéig Párizsban a rue St Sulpice-n élt. 

## Paleoasztronautika
Charroux a paleoasztronautika elméletének úttöróje volt, élete utolsó évtizedében legalább hat munkát írt ebben a műfajban, többek közt: One Hundred Thousand Years of Man's Unknown History (1963, 1970), Forgotten Worlds (1973), Masters of the World (1974), The Gods Unknown (1964, 1974) és Legacy of the Gods (1965, 1974). Charroux első műve komoly hatást gyakorolt Erich von Däniken első könyveire, ahogy Däniken munkái is hatottak később Charrouxra. Däniken ugyanolyan jól ismerte a téma másik francia alapművét, Louis Pauwels és Jacques Bergier Le Matin des Magiciens (A mágusok hajnala) című munkáját, amely feltehetőleg mind Däniken, mind Charroux közvetlen inspirációja volt. 
Charroux kiadója 1968-ban felvette a kapcsolatot Dänikennel és plágiummal vádolta, ennek következtében Däniken Chariots of the Gods és Return to the Stars című köteteinek későbbi kiadásai már megemlítik Charroux-ot az irodalomjegyzékben. Jean-Pierre Adam francia régész 1975-ben bírálta Charroux ősi űrhajósokkal kapcsolatos elméleteit, s kiadott könyveit pszeudotörténelemnek nevezte. 

## Egyéb nézetei
Charroux munkáit a keltizmus példáinak tekintik. A keltizmus, hasonlóan a nordizmushoz, népszerű nacionalista mozgalom volt Franciaországban a 20. század elején. Lost Worlds: Scientific Secrets of the Ancients című könyvében Charroux azt állitja, hogy a maják az ókorban Közép-Amerikába került kelták. Szerinte a Nazca-vonalakat egy, a keltákat megelőző civilizáció hozta létre, talán ugyanaz, mint aki Angliában megalkotta a Wilmingtoni hosszú embert. A Popol Vuh-ban említett fehér bőrű isteneket a hüperboreai ősi keltákkal hozta összefüggésbe. Lost Worlds című könyvében elutasította az evolúció, ehelyett az emberi devolúció mellett érvelt. Szerinte az ember lassan visszafejlődik, s a múltban magasabb rendű volt. Állítása szerint Atlantisz és Mu nem legenda, hanem a régmúltban létezett valóság. Kifejtette, hogy a hüperboreaiak és az atlantisziak a modern emberek ősei voltak, s az első emberek a Földön eredetileg földönkívüliek voltak.
A legtöbb paleoasztronautikai íróval szemben Charroux nagy érdeklődést mutatott a faji kérdések iránt is. Szerinte Hüperborea a mai Izland és Grönland közt terült el, s egy fehér bőrű, szőke hajú, kék szemű, skandináv embertípus otthona volt. Szerinte ez a faj földön kívüli eredetű volt, s eredetileg egy, a csillagától távol eső, hideg bolygóról származott. Azt is állította, hogy a hüperboreaiak és a kelták ősei az ókori múltban az egész világot uralták. Ezen hiedelmek egy része komoly hatást gyakorolt az ezoterikus nácizmusra, ezen belül például Miguel Serrano munkáira.

## Rennes-le-Château
Charroux komoly érdeklődést tanúsított a Rennes-le-Château-ban állítólag elrejtett kincsek iránt. Követte Noel Corbunak a helyi sajtóban 1956-ban tett állításait, amelyek szerint a 19. század végén Bérenger Saunière pap felfedezte a kincset. 1958-ban feleségével és Denise Carvenne-vel, a Charroux által 1951-ben alapított The Treasure Seekers Club tagjával egy fémdetektorral kutatta át a falut és annak templomát. Charroux erről egy füzetkét is terjesztett L’ébouriffante histoire du "curé aux milliards" címmel, amely sajnos nem maradt fenn, de a korabeli francia lapok hivatkoznak rá. 1962-ben megjelent Trésors du Monde enterrées, emmurés, engloutis című munkájában írja le ezt a vállalkozását.

## Válogatott munkái
- Trésors du monde (1962)
- Histoire inconnue des hommes depuis 100.000 ans (1963)
- Le livre des secrets trahis (1964)
- Le livre des maîtres du monde (1967)
- Le livre du mystérieux inconnu (1967)
- Le livre des mondes oubliés (1969)
- Le livre du passé mystérieux (1973)
- L'énigme des Andes (1974)
- Archives des autres mondes (1977)

## Magyarul megjelent művei
- A piramisok titka (tanulmány, Galaktika 23., 1977)
- Földön kívüliek vagyunk (tanulmány, Galaktika 23., 1977)

Mindkét tanulmány megjelent az UFO-k és elsüllyedt világok című antológiában is (Móra, 1988, ISBN 9631163342).

## Fordítás
- Ez a szócikk részben vagy egészben  a   Robert Charroux című angol Wikipédia-szócikk ezen változatának fordításán alapul.  Az eredeti cikk szerkesztőit annak laptörténete sorolja fel. Ez a jelzés csupán a megfogalmazás eredetét és a szerzői jogokat jelzi, nem szolgál a cikkben szereplő információk forrásmegjelöléseként.